# Liste der Stolpersteine in Überlingen

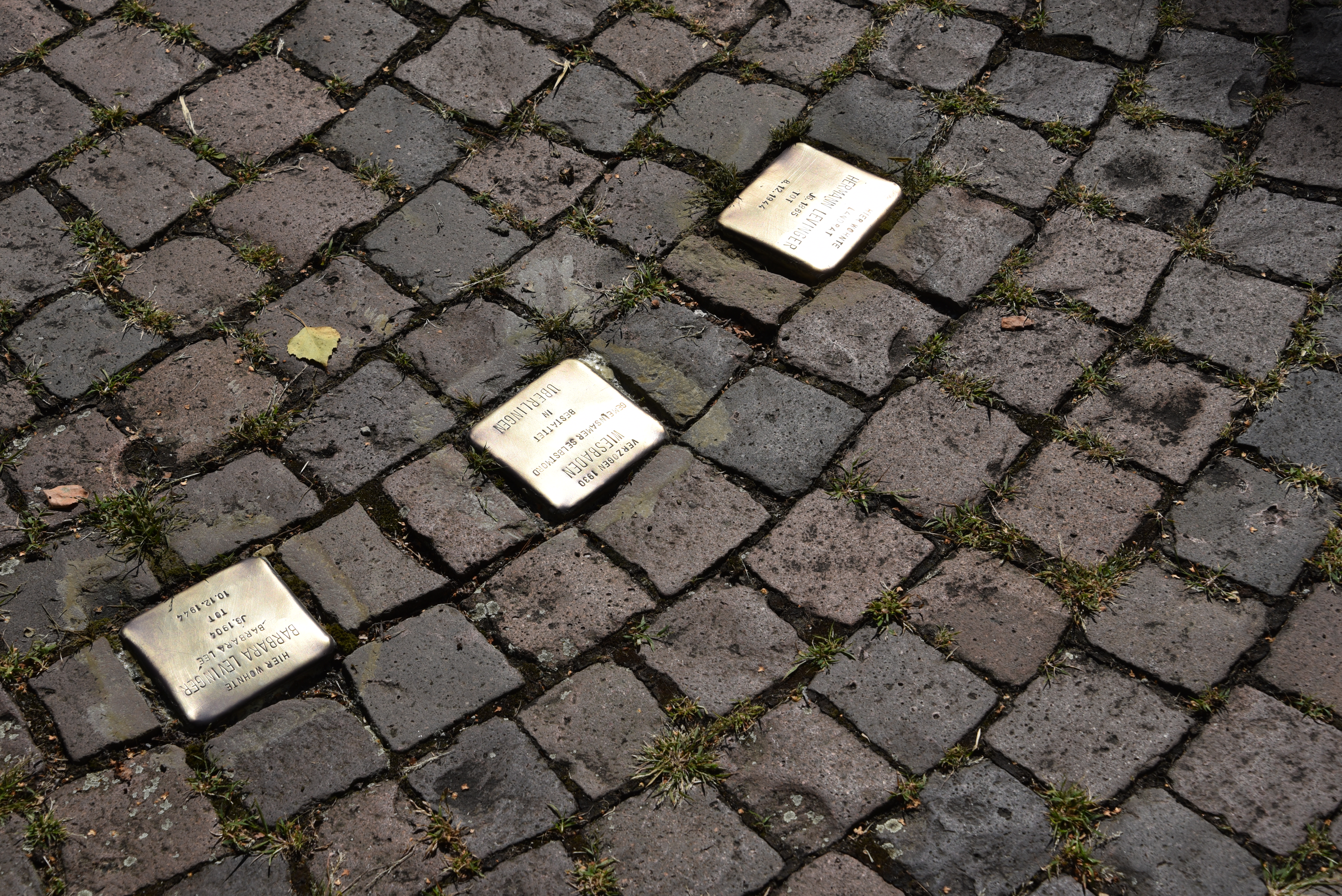
Stolpersteine für Barbara und Hermann Levinger, die sich für Selbstmord entschieden, bevor sie deportiert werden sollten

Die  Liste der Stolpersteine in Überlingen enthält die Stolpersteine, die in Überlingen verlegt wurden. Sie erinnern an das Schicksal der Menschen, welche von den Nationalsozialisten ermordet, deportiert, vertrieben oder in den Suizid getrieben wurden. Die Stolpersteine wurden von Gunter Demnig verlegt.
Stolpersteine werden im Regelfall vor dem letzten selbstgewählten Wohnorts verlegt. Die beiden Stolpersteine vor der Schule Schloss Salem stellen eine Ausnahme dieser Regel dar.

## Liste der Stolpersteine
Die Tabelle ist teilweise sortierbar; die Grundsortierung erfolgt alphabetisch nach dem Familiennamen.
| Bild | Inschrift | Standort               | Name, Biografie |
| --- | --- | ---------------------- | --- |
| | HIER LERNTE ERIK BLUMENFELD JG. 1915 DEPORTIERT 1943 AUSCHWITZ 1943 BUCHENWALD ENTLASSEN 1944 ÜBERLEBT                                                                                                | Schloss Spetzgart ·    | Erik Blumenfeld wurde am 27. März 1915 in Hamburg geboren. Seine Eltern waren Ernst und Edda Blumenfeld. Er hatte eine Schwester, Sonja. Sein Vater, ein Reeder, Kohleimporteur und Händler starb 1927. Seine Mutter, Tochter eines dänischen Grundbesitzers, starb 1946. Seine frühe Kindheit verbrachte er in Dänemark. Er absolvierte sein Abitur am Schlossinternat Salem, dann ging er nach England, wo er bis 1935 eine kaufmännische Ausbildung absolvierte. Bis 1939 studierte er Bergbau- und Hüttenwesen an der Technischen Hochschule Berlin. Er war Gefreiter im Zweiten Weltkrieg in den Jahren 1939 und 1940, wurde dann als „Halbjude“ entlassen, am 7. Dezember 1942 wegen Wehrkraftzersetzung verhaftet und 1943 ins KZ Auschwitz deportiert. Von dort wurde er ins KZ Buchenwald deportiert. Im August 1944 wurde er zur Zwangsarbeit entlassen, da seine Mutter Kontakt zu Heinrich Himmlers Leibmasseur Felix Kersten hatte. Am 9. Januar 1945 wurde er in Berlin erneut verhaftet, da er versuchte, einen Juden zu verstecken. Er konnte flüchten und versteckte sich ab Mitte April 1945 bis zum Untergang des NS-Regimes beim Familienanwalt Gerd Bucerius. Nach 1945 baute er das Familienunternehmen wieder auf, wurde Vizepräsident der Handelskammer Hamburg und Mitglied der Entnazifizierungs-Zentralkommission. Er war Gründungsmitglied der CDU Hamburg, Mitglied des Deutschen Bundestages (1961–1980) und des Europa-Parlaments (1973–1989). Blumenfeld erhielt die Ehrendoktorwürde zweier israelischer Universitäten und 1990 die Bürgermeister-Stolten-Medaille. Am 10. April 1997 starb er in Hamburg. Nach seinem Tode wurde der Blankeneser Bahnhofsplatz nach ihm benannt. Seit 2015 wird die Erik-Blumenfeld-Medaille verliehen. |
| | HIER LERNTE PAUL HINRICHSEN JG. 1912 ZWANGSARBEIT 1941 GUT NEUENDORF DEPORTIERT 1943 AUSCHWITZ ERMORDET 24.8.1943                                                                                     | Schloss Spetzgart ·    | Paul Hinrichsen wurde am 18. Dezember 1912 in Leipzig geboren. Seine Eltern waren Henri und Martha Hinrichsen. Er hatte fünf Geschwister: die Brüder Max, Hans-Joachim, Robert und Walter und die Schwestern Charlotte und Ilse. Sein Vater führte den Leipziger Musikverlag Musikverlag C. F. Peters. Er studierte Landwirtschaft, ging dafür auch eine kurze Zeit nach Brasilien und kehrte 1930 nach Deutschland zurück und lebte in Berlin. 1941 wurde er in ein Arbeitslager nach Neuendorf (ursprünglich eine Einrichtung der Hachschara) deportiert, von hier wurde er am 19. April 1943 mit dem Transport 37 von Berlins nach Auschwitz deportiert, wo er ermordet wurde. Seine Eltern hatten 1940 Deutschland verlassen und hofften in Belgien auf Visa für England oder die USA, erhielten diese aber nicht. Seine zuckerkranke Mutter Martha starb 1941 in Belgien, weil ihr als Jüdin das lebenswichtige Insulin verweigert wurde; sein Vater Henri Hinrichsen wurde 1942 im KZ Auschwitz ermordet. Sein Bruder Hans-Joachim wurde 1940 im KZ Perpignan in Frankreich ermordet. Seinem Bruder Walter war 1936 die Emigration in die USA, New York, gelungen, er kam als amerikanischer Offizier 1945 nach Leipzig zurück. Auch beiden Schwestern gelang es, den Holocaust zu überleben, allerdings wurden Ilses Ehemann Ludwig Frankenthal und die gemeinsamen Söhne Günther und Wolfgang in Auschwitz ermordet. |
| | HIER LEBTE UND ARBEITETE FRANZ KLAUSER JG. 1907 VERHAFTET 8.1.1942 GEFÄNGNIS MANNHEIM TOT 6.1.1944 IM KZ LADELUND                                                                                     | Altenheim St. Ulrich · | Franz Klauser wurde am 11. März 1907 in Seebach geboren. Er war Hotelpage und Krankenpfleger. Bis 1934 arbeitete er im Kurhotel Bad Peterstal, ab 1937 arbeitete er im städtischen Krankenhaus Überlingen. Hier wohnte er in einem Zimmer des Krankenhauses und besuchte die „Heimschule des Kneipp-Bundes“ in Bad Wörishofen, um sich fortzubilden. Am 8. Januar 1942 wurde er wegen „Widernatürlicher Unzucht“ nach Paragraf 175 des Strafgesetzbuches verhaftet und am 19. März 1942 vom Landesgericht Konstanz deswegen zu zwei Jahren und drei Monaten Gefängnis verurteilt. Diese Haftstrafe saß er im Gefängnis Mannheim ab. Direkt nach der Haft kam er ins KZ Natzweiler-Struthof. Das Lager wurde auf Grund der anrückenden Alliierten aufgelöst und er wurde einen Monat später mit 249 weiteren Häftlingen ins KZ Dachau deportiert. Seine Häftlingsnummer war „111522 Homosexuell“. Wiederum einen Monat später wurde er in das KZ Neuengamme verlegt, verblieb dort aber nur wenige Tage. Am 1. oder 2. November 1944 wurde er ins KZ-Außenlager Ladelund verlegt, wo er wenige Tage später, am 6. November 1944, mit 37 Jahren starb. Als Todesursache wurde vom SS-Oberscharführer Friedrich Otto Dörge Lungenentzündung angegeben. Mit sieben weiteren verstorbenen Häftlingen wurde er am 10. November 1944 auf dem Friedhof Ladelund bestattet. Auf einer Gedenktafel dort wird seiner namentlich gedacht. |
| | HIER WOHNTE HANNY LORE LEVI JG. 1924 KINDERTRANSPORT 1938 ENGLAND USA | Münsterstraße 12 ·     | Hanny Lore Levi wurde 1924 in Überlingen geboren. Ihre Eltern waren Viktor und Julie, geborene Weil. Sie hatte eine jüngere Schwester namens Margot, geboren 1926. Nach der Reichskristallnacht wurde ihr Vater verhaftet und nach Dachau deportiert, wo er unter der Bedingung freikam, dass er Haus und Laden verkauft und mit seiner Familie auswandert. Hanny und ihre Schwester Margot konnten mit einem Kindertransport nach England fliehen. Nach dem Zwangsverkauf, das Geld wurde für die „Judenvermögensabgabe“, die „Reichsfluchtsteuer“, die „Umzugsgutabgabe“ und andere Abgaben aufgebraucht, konnten auch Hannys Eltern und Großvater Wilhelm am 25. August 1939 nach England fliehen und die Familie war wieder vereint. Die Levis wanderten nach Louisville (Kentucky) aus, wo ihr Großvater 1952 verstarb, ihre Mutter 1971, ihr Vater 1977, Hanny starb 2007, ihre Schwester überlebte sie um zwei Jahre. Einzig Hanny hatte nochmal 1946, in amerikanischer Uniform, Überlingen besucht. |
| | HIER WOHNTE JULIE LEVI GEB. WEIL JG. 1894 ZWANGSVERKAUF DES GESCHÄFTES FLUCHT 1939 USA | Münsterstraße 12 ·     | Julie Levi, geborene Weil, wurde 1894 in Stockach geboren. Sie war verheiratet mit Viktor Levi. Das Paar hatte zwei Töchter, Hanny Lore (geboren 1924) und Margot (geboren 1926). Die Familie Levi besaß in Überlingen, in der Münsterstraße 12, ein Textilgeschäft. Nach der Reichskristallnacht wurde ihr Ehemann verhaftet und nach Dachau deportiert, wo er unter der Bedingung freikam, dass er Haus und Geschäft verkauft und mit seiner Familie auswandert. Ihre Töchter konnten mit einem Kindertransport nach England fliehen. Nach dem Zwangsverkauf (Bürgermeister Albert Spreng notierte in der Stadtchronik: „mit diesen Verkäufen ist der Überlinger Hausbesitz völlig frei von jüdischem Eigentum geworden“), bei dem das Grundstück und das Haus an den Nachbarn ging (der sein Café vergrößerte), das Warenlager ging an einen Konkurrenten, konnten am 25. August 1939 Julie, ihr Mann und der Schwiegervater Wilhelm nach England ausreisen. Trotz der Verkäufe ohne Vermögen, da die Verkaufserlöse für die „Judenvermögensabgabe“, die „Reichsfluchtsteuer“, die „Umzugsgutabgabe“ und andere Abgaben draufgingen. In England konnte sich die Familie wieder vereinigen. Die Levis wanderten nach Louisville (Kentucky), wo Wilhelm Levi 1952 verstarb, Julie 1971, ihr Ehemann 1977, Hanny starb 2007 und Tochter Margot 2009. |
| | HIER WOHNTE MARGOT CAROLA LEVI JG. 1926 KINDERTRANSPORT 1938 ENGLAND USA | Münsterstraße 12 ·     | Margot Carola Levi wurde 1926 in Überlingen geboren. Ihre Eltern waren Viktor und Julie, geborene Weil. Sie hatte eine ältere Schwester namens Hanny Lore, geboren 1924. Nach der Reichskristallnacht wurde ihr Vater verhaftet und nach Dachau deportiert, wo er unter der Bedingung freikam, dass er Haus und Laden verkauft und mit seiner Familie auswandert. Hanny und ihre Schwester Margot konnten mit einem Kindertransport nach England fliehen. Nach dem Zwangsverkauf, das Geld wurde für die „Judenvermögensabgabe“, die „Reichsfluchtsteuer“, die „Umzugsgutabgabe“ und andere Abgaben aufgebraucht, konnten auch Hannys Eltern und Großvater Wilhelm am 25. August 1939 nach England fliehen und die Familie war wieder vereint. Die Levis wanderten nach Louisville (Kentucky) aus, wo ihr Großvater 1952 verstarb, ihre Mutter 1971, ihr Vater 1977, Hanny starb 2007 und Margot Levi 2009. |
| | HIER WOHNTE VIKTOR LEVI JG. 1891 'SCHUTZHAFT' 1938 DACHAU ZWANGSVERKAUF DES GESCHÄFTES FLUCHT 1939 USA                                                                                                | Münsterstraße 12 ·     | Viktor Levi wurde 1891 geboren. Seine Eltern waren Wilhelm und Hannchen Levi. Sein Vater eröffnete 1891 in der Münsterstraße 12 in Überlingen ein Textilgeschäft. Er war verheiratet mit Julie, geborene Weil. Das Paar hatte zwei Töchter, Hanny Lore (geboren 1924) und Margot (geboren 1926). Nach der Reichskristallnacht wurde Viktor verhaftet und nach Dachau deportiert, wo er unter der Bedingung freikam, dass er Haus und Geschäft verkauft und mit seiner Familie auswandert. Die Töchter konnten mit einem Kindertransport nach England fliehen. Nach dem Zwangsverkauf (Bürgermeister Albert Spreng notierte in der Stadtchronik: „mit diesen Verkäufen ist der Überlinger Hausbesitz völlig frei von jüdischem Eigentum geworden“), bei dem das Grundstück und das Haus an den Nachbarn ging (der sein Café vergrößerte) und das Warenlager einen Konkurrenten verkauft werden musste, konnten am 25. August 1939 Viktor, seine Frau und sein Vater Wilhelm nach England ausreisen. Trotz der Verkäufe ohne Vermögen, da die Verkaufserlöse für die „Judenvermögensabgabe“, die „Reichsfluchtsteuer“, die „Umzugsgutabgabe“ und andere Abgaben draufgingen. In England konnte sich die Familie wieder vereinigen. Die Levis wanderten nach Louisville (Kentucky) aus, wo Wilhelm Levi 1952 verstarb, Julie 1971, Viktor 1977, Hanny starb 2007 und Tochter Margot 2009. |
| | HIER WOHNTE WILHELM LEVI JG. 1861 ZWANGSVERKAUF DES GESCHÄFTES FLUCHT 1939 USA | Münsterstraße 12 ·     | Wilhelm Levi wurde 1861 in Mühringen bei Horb geboren. Er war verheiratet mit Hannchen, die aus Buttenhausen stammte. Das Paar hatte zwei Söhne: Karl, der im Ersten Weltkrieg 1916 bei Verdun fiel, und Viktor. 1891 eröffnete Wilhelm in der Münsterstraße 12 in bester Lage in Überlingen ein Textilgeschäft. 1909 wurde Wilhelm Levi in den Bürgerausschuss gewählt. Nach der Reichskristallnacht wurde sein Sohn Viktor verhaftet und nach Dachau deportiert, wo er unter der Bedingung freikam, dass er Haus und Geschäft verkauft und mit seiner Familie auswandert. Seine zwei Enkelinnen (Hanny Lore, geboren 1924 und Margot Carola, geboren 1926) konnten mit einem Kindertransport nach England fliehen. Nach dem Zwangsverkauf (Bürgermeister Albert Spreng notierte in der Stadtchronik: „mit diesen Verkäufen ist der Überlinger Hausbesitz völlig frei von jüdischem Eigentum geworden“), bei dem das Grundstück und das Haus an den Nachbarn ging (der sein Café vergrößerte) und das Warenlager einen Konkurrenten verkauft werden musste, konnten am 25. August 1939 Wilhelm, sein Sohn und dessen Frau nach England ausreisen. Trotz der Verkäufe ohne Vermögen, da die Verkaufserlöse für die „Judenvermögensabgabe“, die „Reichsfluchtsteuer“, die „Umzugsgutabgabe“ und andere Abgaben draufgingen. In England konnte sich die Familie wieder vereinigen. Die Levis wanderten nach Louisville (Kentucky) aus, wo Wilhelm Levi 1952 verstarb, Julie 1971, Viktor 1977, Hanny starb 2007 und Margot 2009. |
| | HIER WOHNTE BARBARA LEVINGER ,BARBARA LEE' JG. 1904 TOT 10.12.1944 VERZOGEN 1930 WIESBADEN GEMEINSAMER SELBSTMORD BESTATTET IN ÜBERLINGEN HIER WOHNTE LANDRAT HERMANN LEVINGER JG. 1865 TOT 8.12.1944 | Bahnhofstraße 4 ·      | Barbara Levinger wurde am 26. Dezember 1904 in Mannheim geboren. Ihre Eltern waren Hermann und Maria Levinger. In den 1920er Jahren arbeitete sie als Schauspielerin, sie widmete sich auch der Schriftstellerei. Unter dem Pseudonym Barbara Lee erschien 1931 ihr Roman „Johann Zunder“. 1930 war die Familie nach Wiesbaden gezogen. Als 1944 Barbara und Hermann erfuhren, dass sie deportiert werden sollen, wählten sie am 8. Dezember den Freitod durch Gift. Ihr Vater starb sofort, Barbara Levinger erst zwei Tage später, am 10. Dezember. |
| Hermann Levinger wurde am 25. August 1865 in Karlsruhe geboren. Er studierte Jura, während dieser Zeit konvertierte er zum protestantischen Christentum. 1902 heiratete er die Witwe Maria Karolina von Bünau, geborene Staib. 1904 wurde die gemeinsame Tochter Barbara geboren. 1930 wurde Levinger pensioniert. Er zog mit seiner Familie nach Wiesbaden. Im Dezember erfuhren Hermann und seine Tochter, dass sie nach Auschwitz deportiert werden sollen und wählten am 8. Dezember 1944 den Freitod durch Gift. Hermann starb noch am selben Tag, Tochter Barbara erst zwei Tage später. | HIER WOHNTE BARBARA LEVINGER ,BARBARA LEE' JG. 1904 TOT 10.12.1944 VERZOGEN 1930 WIESBADEN GEMEINSAMER SELBSTMORD BESTATTET IN ÜBERLINGEN HIER WOHNTE LANDRAT HERMANN LEVINGER JG. 1865 TOT 8.12.1944 | Bahnhofstraße 4 ·      | |
| | HIER LEBTE/LERNTE HANS ULRICH VON OERTZEN JG. 1915 IM WIDERSTAND BETEILIGT AM ATTENTAT AUF HITLER 20. JULI 1943 VOR GESTAPO-VERHÖR FLUCHT IN DEN TOD 21.7.1944 BERLIN                                 | Schloss Spetzgart ·    | Hans Ulrich von Oertzen wurde am 6. März 1915 in Berlin geboren. Als Stipendiat besuchte er die ab 1929 Schule Schloss Salem und legte am Standort Schloss Spetzgart 1933 sein Abitur ab. Danach ging er, nach dem Vorbild seines im Ersten Weltkrieg gefallenen Vaters, zur Reichswehr. Ab 1943 diente er unter Henning von Tresckow in der Heeresgruppe Mitte und wurde Teil des militärischen Widerstandes. Er beteiligte sich an Pläne für einen Umsturzversuch 1943 und an dem gescheiterten Attentat vom 20. Juli 1944. Nach seiner Festnahme nahm er sich am 21. Juli 1944 das Leben. (Die Steinverlegung durch Gunter Demnig erfolgte am 13. Juli 2020) |

## Verlegedaten

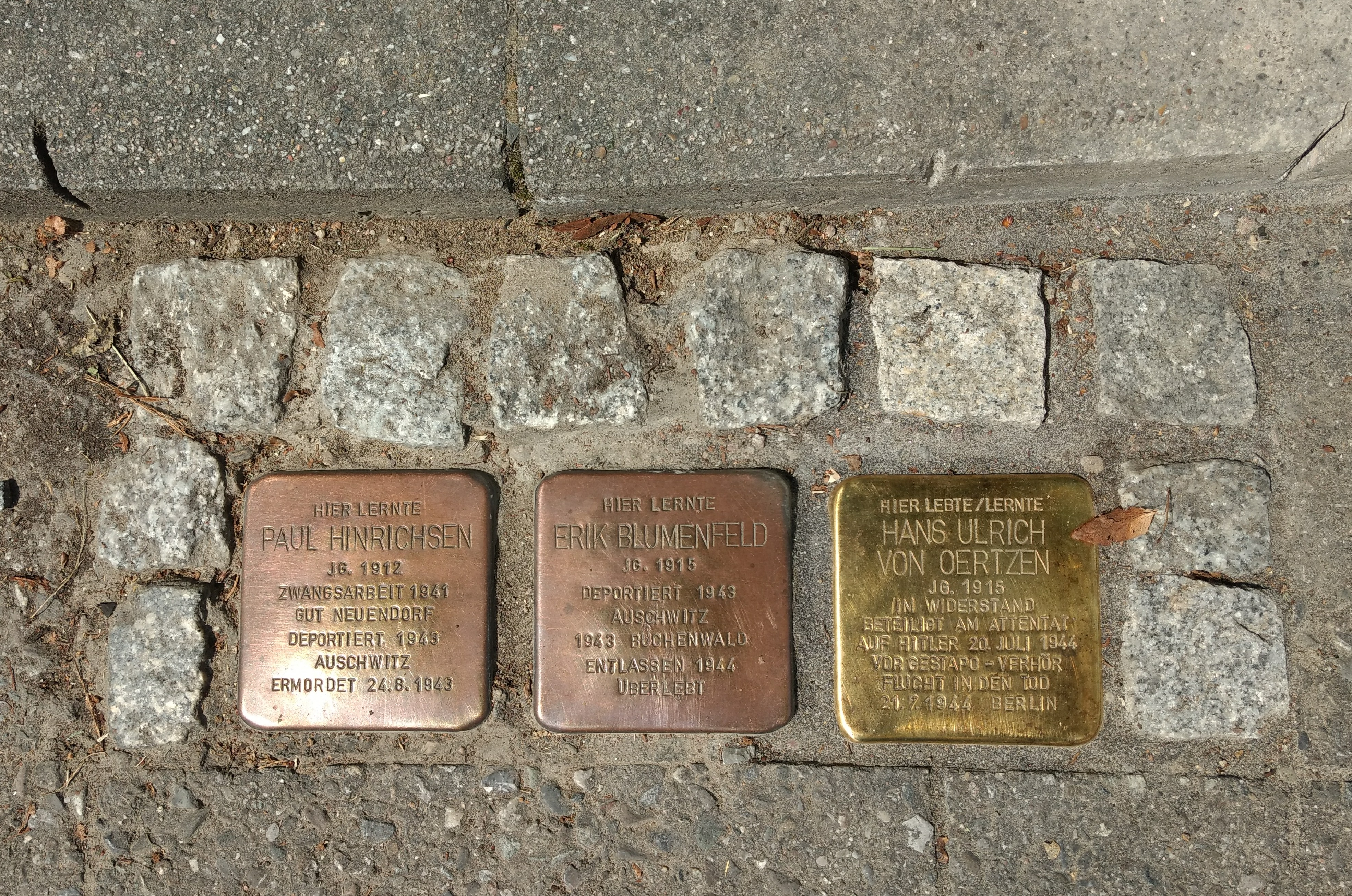
Stolpersteine für drei ehemalige Schüler vor Schloss Spetzgart

Die Stolpersteine in Überlingen wurden vom Künstler selbst an folgenden Tagen verlegt:
- 9. April 2009: Überlingen, Bahnhofstraße 4
- 13. Juli 2010: Überlingen, Altenheim St. Ulrich
- 21. Mai 2014: Schloss Spetzgart (Erik Blumenfeld und Paul Hinrichsen); Überlingen, Münsterstraße 12
- 13. Juli 2020: Schloss Spetzgart (Hans-Ulrich von Oertzen)[5]